# پل گزی
پل گزی، از روستاهای بخش مرزداران شهرستان سرخس در استان خراسان رضوی است و در جنوب شهر سرخس در حاشیه روخانه کشف رود قرار دارد. بر اساس سرشماری سال ۱۳۸۵ جمعیت آن (۵ خانوار) ۲۳ نفر
است.
اهالی روستای پل گزی ترک زبانند و از شاهسون‌های شیرازی می‌باشند که به این منطقه مهاجرت کرده‌اند. شغل مردم این روستا دامداری و کشاورزی دیم و قالیبافی است.
برق مورد نیاز این روستا با استفاده از یک نیروگاه فتوولتایی جدا از شبکه با ۱۰ کیلووات پنل فتوولتایی و یک باتری خانه سرب اسید و دو اینورتر سه فاز موازی با هم تأمین می‌شود. این نیروگاه خورشیدی جدا از شبکه با همکاری دانشگاه فردوسی مشهد در سال ۱۳۹۳ به بهره‌برداری رسید.